# Tipula (Pterelachisus) cayollensis
Tipula (Pterelachisus) cayollensis is een tweevleugelige uit de familie langpootmuggen (Tipulidae). De soort komt voor in het Palearctisch gebied.